# Mark Hengerer

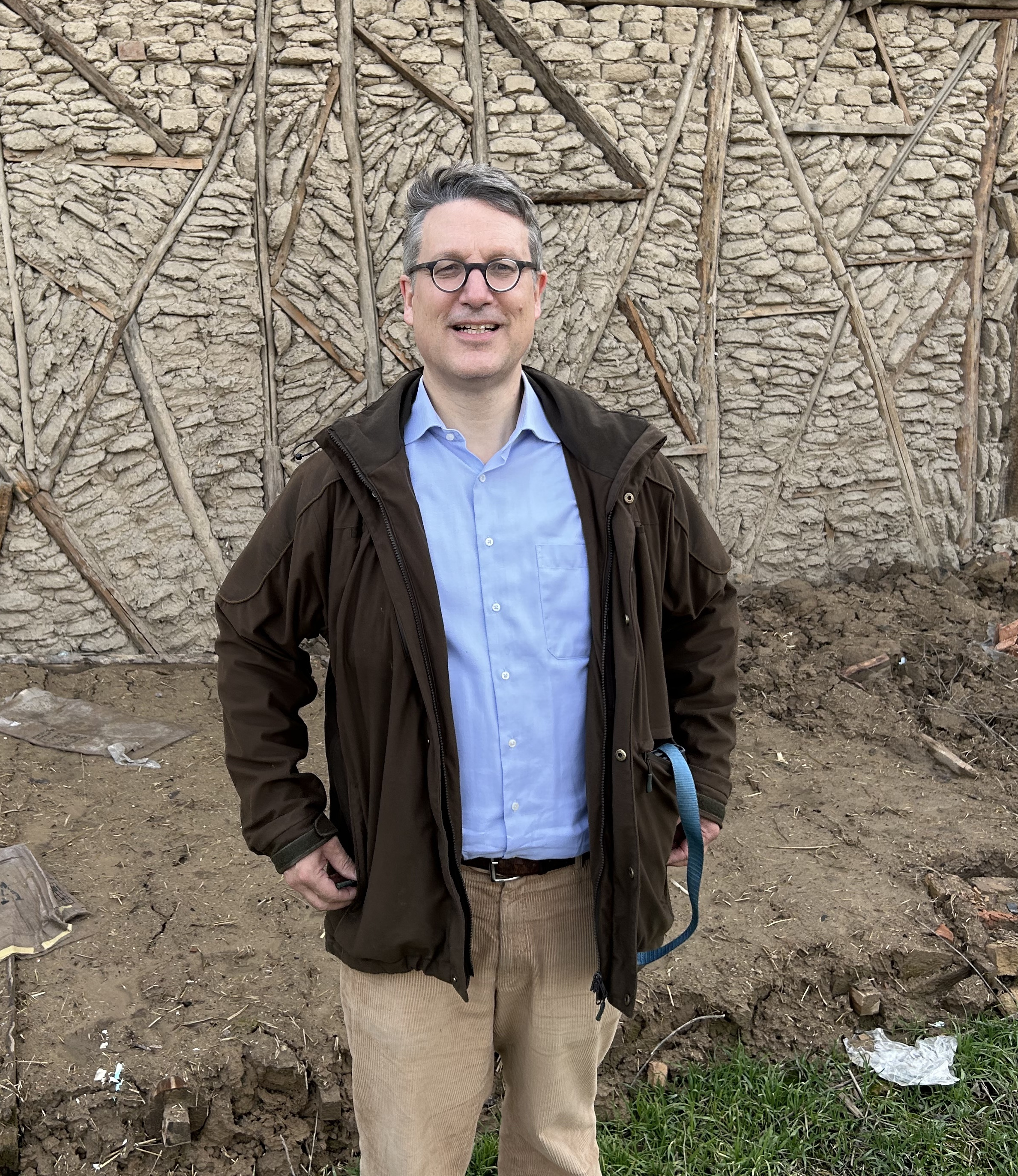
Mark Hengerer in Taschkent, Usbekistan im Februar 2023

Mark Sven Hengerer (* 1. November 1971) ist ein deutscher Historiker und Professor für Frühe Neuzeit an der Ludwig-Maximilians-Universität München.

## Leben
Er erwarb 1996 den Magister in Neuere und Neueste Geschichte, Lateinischer Philologie und Alter Geschichte an der Universität Münster. Von 1996 bis 2002 war er wissenschaftlicher Mitarbeiter Rudolf Schlögls im Fachbereich Geschichte und Soziologie an der Universität Konstanz. Nach der Promotion 2002 in Konstanz war er von 2007 bis 2009 Enseignant-chercheur an der Fondation Maison des Sciences de l’Homme. Von 2003 bis 2012 war er wissenschaftlicher Assistent, am Lehrstuhl von Rudolf Schlögl. 2013 nahm er den Ruf auf die W2-Professur für Geschichte der Frühen Neuzeit an der Ludwig-Maximilians-Universität München an.

## Schriften (Auswahl)
- Kaiserhof und Adel in der Mitte des 17. Jahrhunderts. Eine Kommunikationsgeschichte der Macht in der Vormoderne. UVK Verl.-Ges., Konstanz 2004, ISBN 3-89669-694-7.
- Tradition und Entfremdung. Die Lebenserinnerungen des jüdischen Privatdozenten Max Ungar (1850–1930). Studien Verl., Innsbruck 2011, ISBN 978-3-7065-5086-4.
- Kaiser Ferdinand III. 1608–1657. Eine Biographie. Böhlau, Wien 2012, ISBN 3-205-77765-4.
- Ludwig XIV. Das Leben des Sonnenkönigs. C.H. Beck, München 2015, ISBN 3-406-67551-4.